# Blondine
Pour les articles homonymes, voir Blondine (homonymie).
Blondine est un conte de fées écrit par la Comtesse de Ségur.
L'histoire conte les mésaventures d'une douce princesse blonde, Blondine, qui, ayant la vie dure depuis que son père veuf s'est remarié avec une malveillante reine, se retrouve perdue dans une forêt ensorcelée.

## Date d'édition
Ce conte a été écrit et édité en 1856, dans le livre Nouveaux contes de fées.

## Autour du roman
- Un des personnages, Beau-Minon le chat blanc, est mentionné dans l'autre roman plus célèbre de la Comtesse de Ségur : Les Malheurs de Sophie. Sophie décide d'appeler un chat blanc qu'elle a trouvé « Beau-Minon, comme dans le conte de Blondine ».
- Dans certaines éditions, le conte est suivi d'un autre, Ourson, racontant les mésaventures d'un prince maudit qui doit vivre avec une peau aussi poilue qu'un ours. Ce conte présente évidemment des points communs avec La Belle et la Bête, Peau d'âne ou Hans-mon-hérisson.
- L'histoire de Blondine, Bonne Biche et Beau Minon de la Comtesse de Ségur est adaptée en film d'animation, sous forme de livre animé, produite en 2021 par la chaîne française Le Miroir des Contes Web TV. Racontée par la conteuse Agneska.